# 許南英
許南英（1855年—1917年），字子蘊，又字蘊白、允伯，號霽雲，又號窺園主人、留髮頭陀、龍馬書生、毘舍耶客、春江冷宦等，福建臺灣赤崁（今臺南市中西區）人，清末政治人物，同進士出身。

## 家族
祖先許超（職業是書齋先生，就是教蒙塾的老師），明嘉靖三年（1524年）从潮州揭陽遷居到臺灣赤崁（今臺南市赤崁樓附近，荷蘭文Provintia，漢譯普羅民遮）。
許南英祖父許永喜是清朝秀才，有八子；父許廷璋（特齊）是個讀書人，住在臺灣府西定坊武館街（在今台南市中西區關帝廟、大天后宮一帶）。
許母姓藍，生四子，南英排行第三，大兄許梓修是台灣府吏，二兄許炳耀在大目降（今新化區）賣鹽。
臺南開府後，光緒十三年（1887年）設安平縣，南英金榜題名時是臺南府安平縣籍。

## 生平

### 啓蒙
許南英於咸豐五年十月初五日（1855年10月14日）出生在西定坊武館街許家內。
許南英五歲初學唐詩，即能成誦，六歲舉家遷至南門里東安坊馬公廟（在延平郡王祠附近），其父闢住宅四圍空地，種植花木，名為「窺園」，並自於園中開館授徒。許南英先後從陳良玉、許鳳儀、鄭永貞、葉崇品等夫子，學業愈進。

### 功名
光緒五年（1879年），許南英中秀才，光緒十二年（1886年）中舉人，光緒十六年（1890年）成庚寅恩科三甲進士（與夏曾佑等同年，狀元是泉州府晉江縣人吳魯），同年五月，著主事，分部学习。又分签兵部主事，後回乡协助福建台湾巡抚唐景崧编撰台湾通志的台南部分内容。

### 海歸
甲午戰爭和臺灣民主國時，在臺南擔任行政職務，襄贊劉永福。
日軍進入臺南，他與劉等在英國人幫助下喬裝逃到廈門，轉汕頭，在兄弟許子榮、許子明幫助下到東南亞泰國、新加坡發展，年僅三歲的第四子許地山和元配吳慎、大兄梓修等家人隨后到汕頭，住在鮀浦（在今汕頭地級市鮀蓮街道）附近的桃都，從南洋回唐山后寄籍福建漳州龍溪，在廣東做行政工作，辛亥革命後在漳州生活。

### 棄世
民國六年（1917年），許南英前往荷屬東印度棉蘭，因病去世。

### 餘音
許南英是吳守禮之父的老師，吳守禮尊稱他「先生公」，許南英之子許地山稱吳守禮世兄，許南英家與台南另一文化名人許丙丁家也是世交，許地山回台灣學術訪問和探望親人時送給許丙丁一部他編印的《窺園留草》，1962年在台北交黃典權校點，重排出版，台灣重印多次。
臺南市私立南英高級商工職業學校（南英商工）原為日治時代日本淨土宗僧人田村智學創辦之商業學校。戰後由許仲璹接收，並改名為南英商工，就是紀念出身台南府城的許氏先賢許南英。